# Simplonpark
Der Simplonpark (italienisch Parco Sempione; auch Sempionepark) ist eine 386.000 m² große städtische Grünanlage in Mailand. Sie liegt nordwestlich des Stadtkerns (Centro Storico/Zone 1). Nordwestlich grenzt das Castello Sforzesco und an der nordwestlichen Seite befindet sich der Arco della Pace. Östlich im Park steht die von Napoleon Bonaparte eröffnete Arena Civica.

## Geschichte

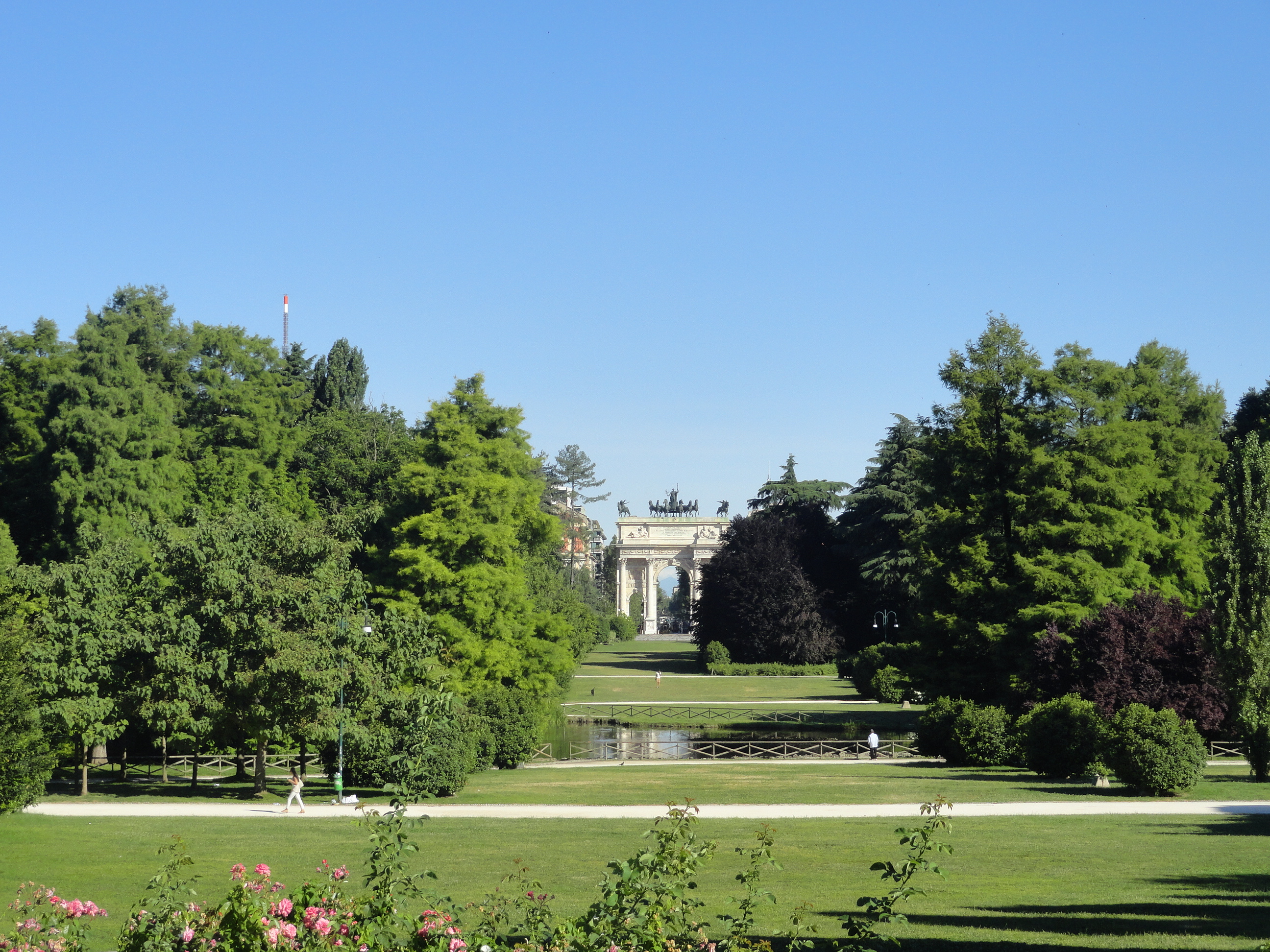
Blick über den Park auf den Arco della Pace

Der Park entstand auf einem ehemaligen Exerzierplatz und wurde 1893 eröffnet. Der Entwurf stammt von Emilio Alemagna († 1910) aus dem Jahr 1888.
Der Name stammt von der Straße Corso Sempione, die im Nordwesten des Parks am Arco della Pace beginnt und zu Napoleons Zeiten über den Simplonpass (it.: Passo del Sempione) bis nach Paris führte.
Der Simplonpark besitzt mit Kutschen befahrbare Auffahrten sowie mehrere Skulpturen, darunter das Reiterdenkmal von Napoleon III. Im Teich des Parkes leben Enten und Schildkröten.
Auf dem Parkgelände fanden zahlreiche Ausstellungen statt, so die Weltausstellung 1906, von der heute als einziges noch das Jugendstilgebäude des Acquario Civico erhalten ist. 1933 entstanden anlässlich der fünften Triennale di Milano der Aussichtsturm Torre Branca von Gio Ponti im Westen des Parks. Zudem wurde der Palazzo dell’Arte vom Architekten Giovanni Muzio erbaut, welcher heute das Design-Museum beherbergt.
Die Bar Bianco und der Padiglione Soggiorno (Architekten Ico Parisi und Silvio Longhi), wurden zur X. Triennale 1954 errichtet, letzterer beherbergt heute eine öffentliche Bibliothek.
1996 beschloss die Stadtverwaltung, den Park, das Schloss und die Piazza Sempione, auf der sich der Arco della Pace befindet, umfassend zu restaurieren. Der Park bekam einen neuen Zaun, restaurierte Straßen, eine botanische Auffrischung der Bepflanzung sowie einige Videokameras zur Überwachung. Die Restaurierung wurde 2003 fertiggestellt.

## Pflanzen
Unmittelbar vor der Statue von Napoleon III. befindet sich eine alte monumentale Ulme. Neben der Brücke der Meerjungfrauen wächst ein großer Rosskastanienbaum. Weitere bemerkenswerte Bäume sind: eine Platane am Ufer des Teiches, zwei große Kaukasus-Walnuss-Bäume. Zudem gibt es verschiedene Zedernarten: z. B. die Atlas-Zeder, die Himalaya-Zeder und die Weihrauchzeder. Weiter findet man Rot-Eichen, Eiben, Sumpfzypressen sowie Linden. Außerdem sind einige Ahornarten vertreten: der Silber-Ahorn, der Eschen-Ahorn, der Feldahorn, der Berg-Ahorn und der Spitzahorn.
Bei den Bäumen finden sich weiter Kiefern, Buchen, Pappeln, Gewöhnliche Rosskastanien, Steineichen und Magnolien. Zudem gibt es Schwarz-Erlen, Schwarznüsse, Ginkgos und Amberbäume im Park.
Nach der Restaurierung kamen noch einige winterblühende Arten wie Zaubernuss, Riemenblüte, Fleischbeere und einige Sorten von Mahonien hinzu. Weitere neue Frühlings- und Sommerarten sind Hartriegel, Schneebälle, Hortensien, Kamelien, Rhododendren, Azaleen und alte Rosen.

## Parkanlage
Die Wege im Parco Sempione wurden nach berühmten Schriftstellern aus aller Welt benannt. So befinden sich neben der Viale Shakespeare oder der Viale Cervantes auch die Viale Goethe und die Viale Schiller im Park.

## Sonstiges
Der Park ist mit den Metro-Linien Rot und Grün über die Stationen Cardona FN, Cairoli und Lanza zu erreichen.
Der Park verfügt über ein eigenes kostenloses WLAN-Signal.

## Galerie

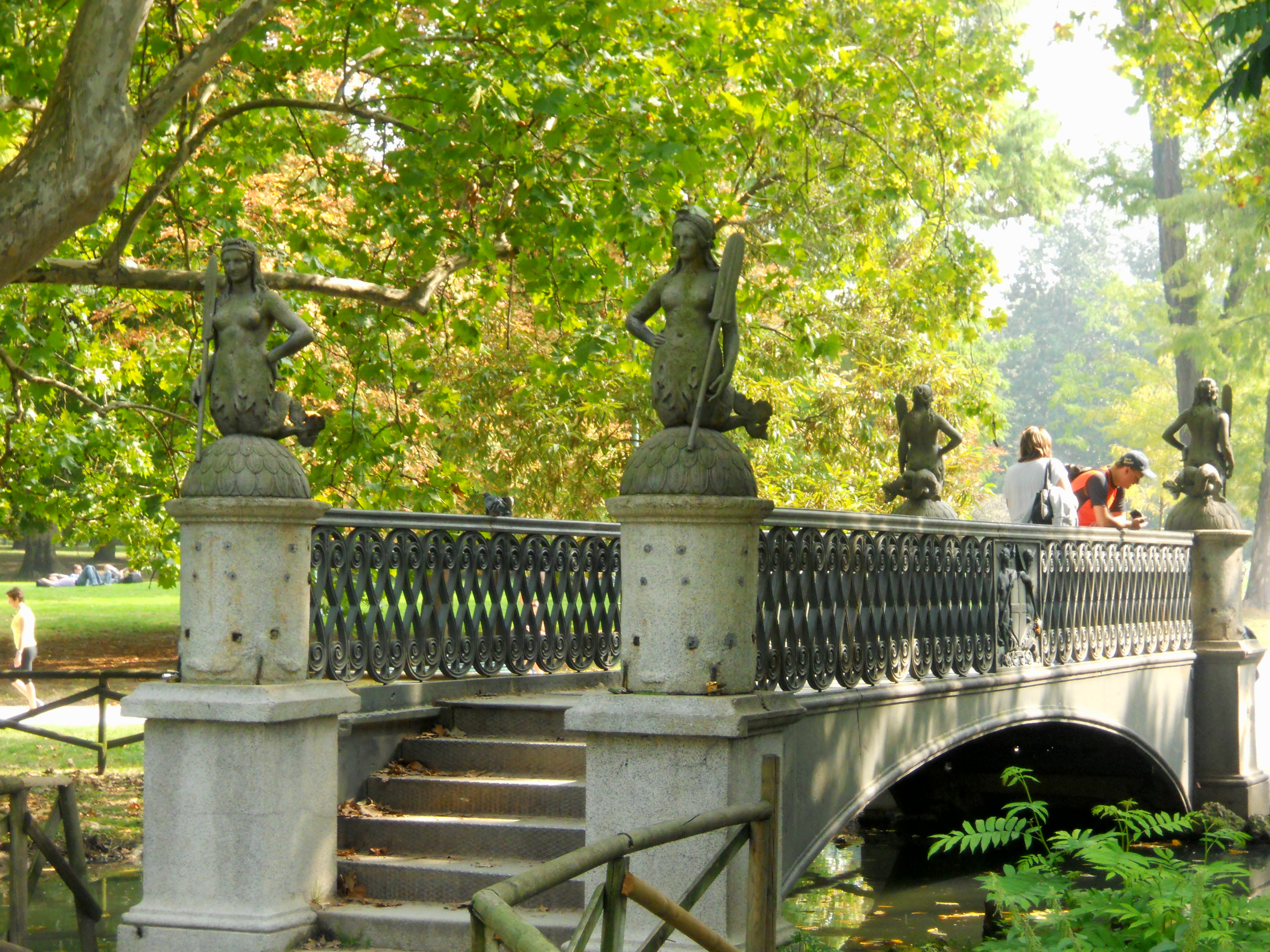
Die Brücke der Meerjungfrauen.
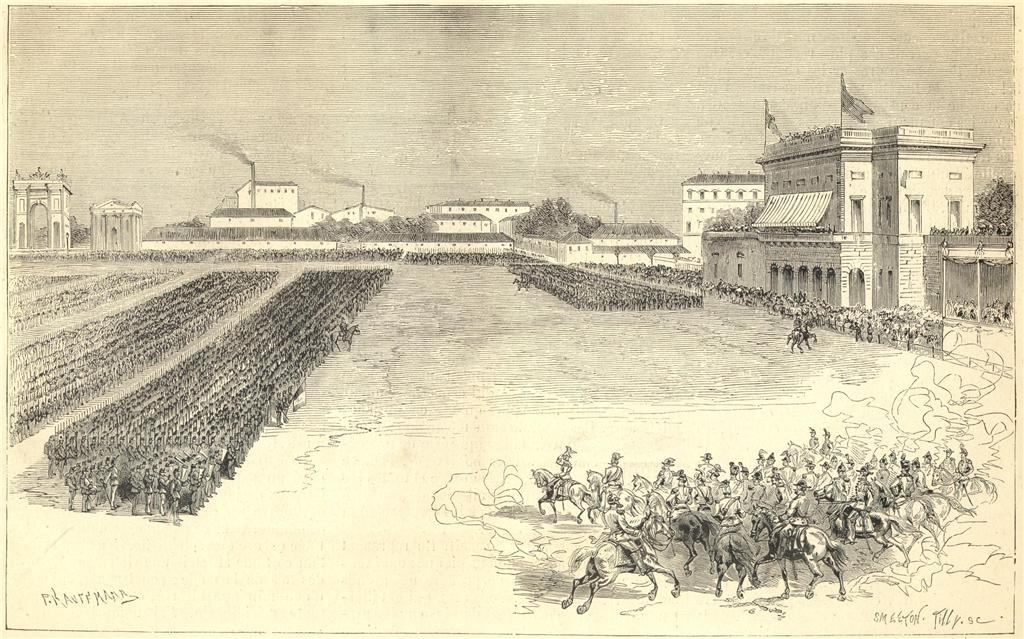
Der Parco Sempione als Militärplatz (1875). Links im Hintergrund ist der Arco della Pace, rechts der Eingang zur Arena Civica.
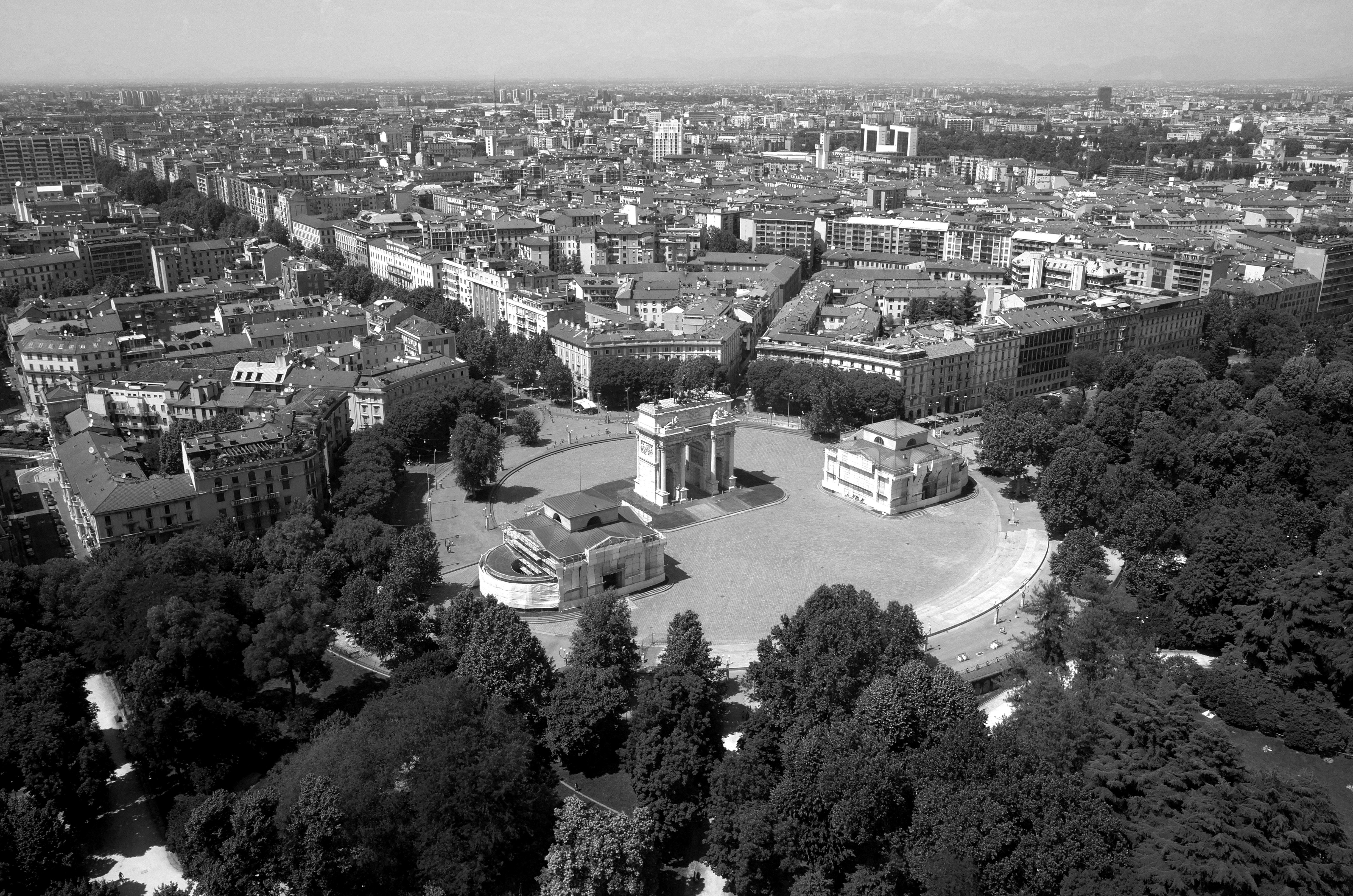
Blick über Mailand vom Torre Branca aus.
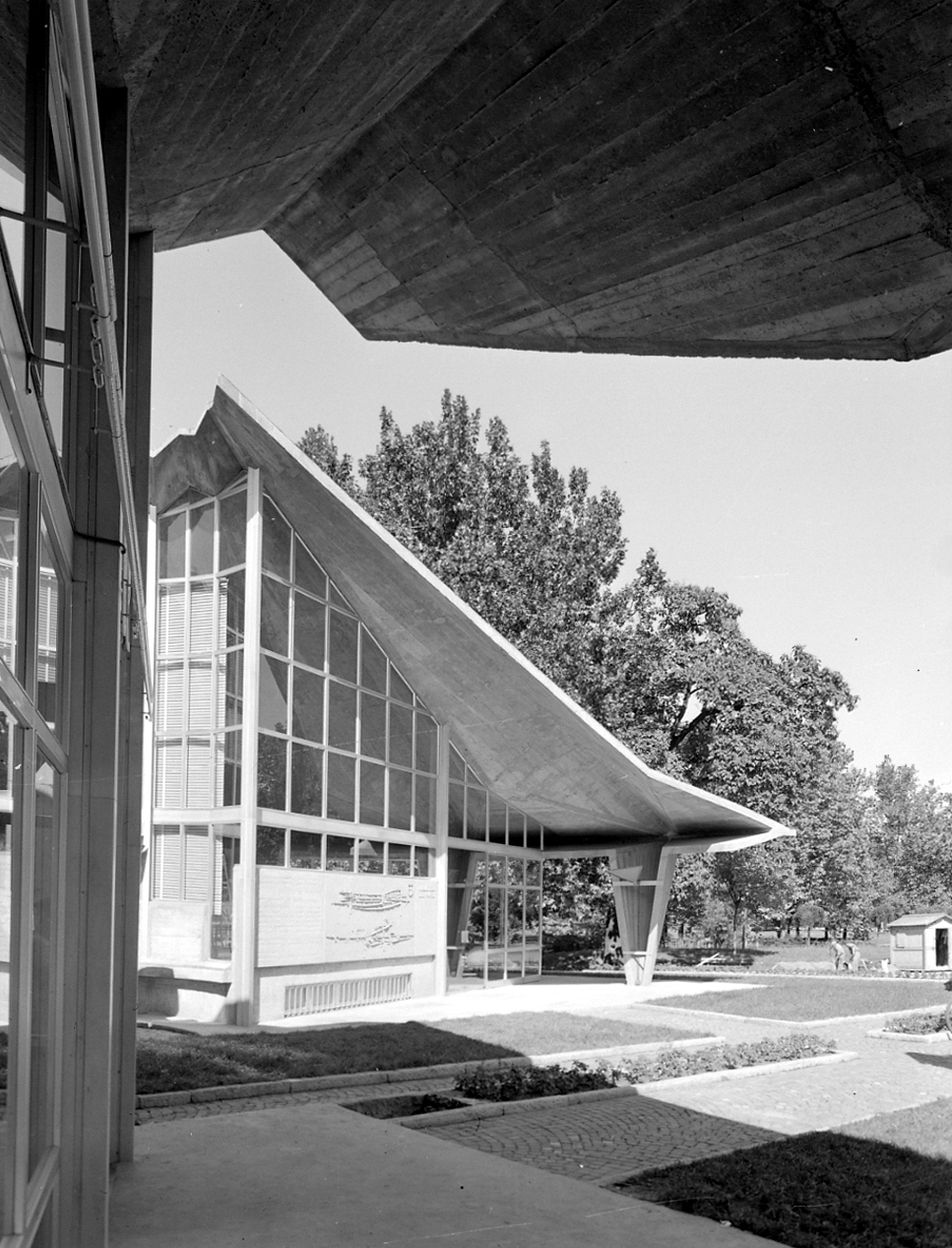
Padiglione Soggiorno, 1954 von Ico Parisi.
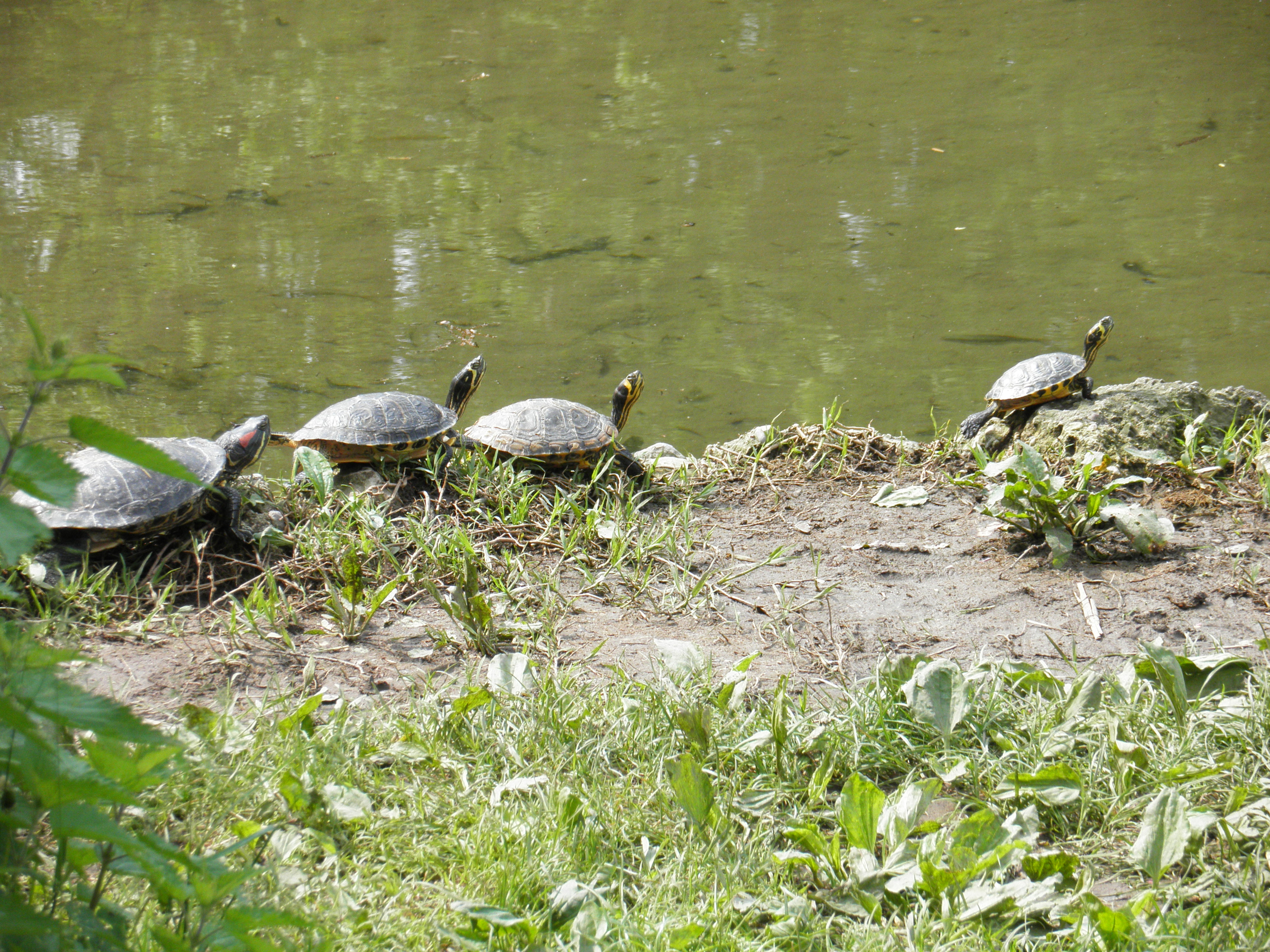
Schildkröten am Teich des Parkes.